# Collada Plana
La collada Plana és un pas dels municipis d'Alins a la comarca del Pallars Sobirà.